# Economía de Marruecos
La economía de Marruecos es la propia de un país emergente, con un sistema económico mixto. Desde 1993 el gobierno siguió una política de privatización de las empresas públicas, así como de la liberalización de muchos sectores de la economía.
Aunque los últimos años los diversos gobiernos han seguido una política de diversificación económica, la agricultura que solo representa el 14% del PIB, emplea al 43% de la población activa. En el 2009, aunque la crisis azotó a una parte del mundo, Marruecos consiguió un crecimiento del 5,0% gracias en parte al sobreproteccionismo de la banca marroquí y a los buenos resultados en el sector agrícola.
Los ingresos del país provienen de: agricultura, el 13,6%; industria el 29,3%; y servicios, el 57,1% (2018). La inflación es de 1,2 puntos y el 15% de la población vive en una situación de pobreza. El porcentaje de población activa en paro es del 9,2% (2019).
Marruecos se encuentra entre los 30 países en el desarrollo de la industria de offshoring debido en parte a la cercanía geográfica, cultural y en mayor medida por la zona horaria. Así, Marruecos ha atraído a la mitad de los centros de llamada franceses y un buen número de los españoles. En 2007 Marruecos contaba con más de 200 centros de llamada, 30 de ellos de un tamaño considerable y que emplean a más de 18 000 personas.
Marruecos tiene firmados varios acuerdos comerciales entre diferentes países, entre ellos al acuerdo de TLC Marruecos-EE. UU, TLC Marruecos-Turquía, GAFTA, el TLC Marruecos-Canadá o el Estatuto Avanzado con la U.E.
La tasa de desempleo juvenil es del 26,0% en 2018. Alrededor del 80% de los empleos son informales y las diferencias de ingresos son muy elevadas. En 2019, Marruecos ocupaba el puesto 123 de los 188 países del mundo en el Índice de Desarrollo Humano (IDH), detrás de Argelia (83.º) y Túnez (97.º). Es el país más desigual del norte de África, según la ONG Oxfam.

## Historia económica

### 1960 a 1989

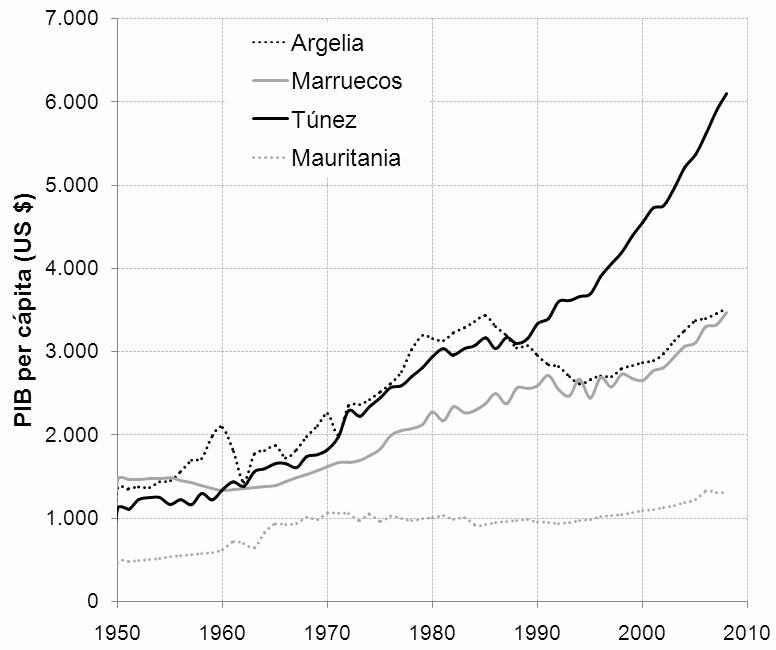
Comparación del PIB per cápita nominal de Argelia, Mauritania, Marruecos y Túnez, durante el, basado en World Population, GDP and Per Capita GDP, 1-2010 AD.

Marruecos estableció una serie de planes de desarrollo para modernizar la economía y aumentar la producción durante la década de 1960. La inversión neta en el marco del plan quinquenal para 1960-1964 fue de aproximadamente 1300 millones de dólares. El plan contemplaba una tasa de crecimiento del 6,2%, pero en 1964 la tasa de crecimiento solo había llegado al 3%. El principal énfasis del plan estaba en el desarrollo y la modernización del sector agrícola, con el desarrollo el plan quinquenal de 1968-1972 para modernizar la agricultura y aumentar el riego. El desarrollo de la industria turística también ocupó un lugar destacado en el plan. El objetivo era llegar a una tasa anual de 5% de crecimiento en el PIB, la tasa de crecimiento real superó el 6%.
La inversión durante la década de 1970 se centró en la industria, en especial el desarrollo de los productos químicos (ácido fosfórico), la producción de fosfatos, productos de papel y fabricación de metales. En 1975, el rey Hassan II anunció un aumento del 50% en las metas de inversión para capear los efectos de la inflación, que superó el 10% durante buena parte del periodo 1974-1984. El plan de 1978-80 fue para estabilizar y reducir el personal de la administración pública, para así mejorar el equilibrio de Marruecos en la balanza de pagos debido a las reformas de ajuste estructural impuestas por el Plan de Ajuste Estructural del Fondo Monetario Internacional y el Banco Mundial por las que el dirham se depreció en un 37% en 1983. En este periodo hubo un descontento social seguido de una gran represión.
El ambicioso plan quinquenal para 1981-1985, costó más de 18 000 millones de dólares, destinados a lograr una tasa de crecimiento del 6,5% anual. La prioridad principal del plan era crear unos 900 000 puestos de trabajo nuevos y formar a directivos y trabajadores en las modernas técnicas agrícolas e industriales. Otros objetivos principales eran aumentar la producción en la agricultura y la pesca para que el país sea autosuficiente en alimentos, y para desarrollar la energía, la industria y el turismo para que Marruecos pudiese disminuir su dependencia de los préstamos extranjeros. Ese plan incluía una importante expansión de las tierras de regadío, por aumento de proyectos de obras públicas tales como hospitales y escuelas, y para la descentralización y el desarrollo económico regional a través de la construcción de 25 nuevos parques industriales fuera de la concurrida Casablanca - zona costera de Kenitra. Los grandes proyectos industriales que incluían plantas de ácido fosfórico, refinerías de azúcar, osteminas para explotar cobalto, carbón, plata, plomo, y cobre, y del exquisto desarrollo petrolero.

### 1990 a 2000
Las política económica de Marruecos trajo la estabilidad macroeconómica al país en la década de 1990,[cita requerida] pero no consiguió estimular el crecimiento lo suficiente para reducir el desempleo a pesar de los continuos esfuerzos del Gobierno marroquí para diversificar la economía. La sequía deprimió la actividad de un sector agrícola clave, y ha contribuido a un entorno económico desaceleración en 1999. Las buenas lluvias han llevado a Marruecos a un crecimiento del 6% para 2000, algo formidable dado el plazo con los problemas que venían arrastado atrás incluidos: el servicio de la deuda externa, la preparación de la economía de más libre comercio con la UE, y mejorar la educación y la atracción de inversión extranjera para mejorar los niveles de vida y perspectivas de empleo para la población juvenil de Marruecos.
En términos macroeconómicos hubo estabilidad, junto con un lento crecimiento económico caracterizado en la economía marroquí durante el período 2000-2005. El gobierno introdujo una serie de reformas económicas en ese período entre ellos Plan Azur Plan Vert, Plan de Emergencia Industrial etcétera, pero la economía seguía siendo excesivamente dependiente de la agricultura. El principal reto de Marruecos era acelerar el crecimiento a fin de reducir los altos niveles de desempleo. El gobierno continuó la liberalización del sector de las telecomunicaciones en 2002, así como las normas de petróleo y gas. Este proceso se inició con la venta de una segunda licencia GSM en 1999. El gobierno en 2003 gracias a los ingresos de las privatizaciones consiguió financiar el aumento del gasto público. Aunque la economía de Marruecos creció en la década de 2000, no fue suficiente para reducir significativamente la pobreza.
A través de un tipo de cambio anclado y la buena gestión de la política monetaria, Marruecos consiguió que la inflación se situase en tasas de los países industriales, los mejores niveles en la última década. La inflación en 2000 y 2001 estaba por debajo del 2%. Pese a las críticas entre los exportadores de que el dirham se ha convertido en mal sobrevaluado, el déficit por cuenta corriente sigue siendo modesto. El intercambio de reservas exteriores eran altos, con más de 7 mil millones de dólares en reservas al final de 2001. La combinación de altas reservas de divisas y la gestión activa de la deuda externa de Marruecos dio la capacidad de financiar la deuda. La deuda externa actual es de alrededor de 16 600 millones de dólares.
El crecimiento económico, sin embargo, ha sido irregular y relativamente lento, en parte como resultado de un exceso de confianza en el sector agrícola. La producción agrícola es extremadamente susceptible a las lluvias los niveles y rangos del 13% al 20% del PIB. Teniendo en cuenta que el 36% de la población de Marruecos depende directamente de la producción agrícola, las sequías severas tienen un efecto multiplicador para la economía. Dos años consecutivos de sequía dieron lugar a un decrecimiento del 1% del PIB real en 1999 y el estancamiento en 2000. La mejora de la lluvias durante la temporada de 2000 y a 2001 llevó a una creciente tasa de crecimiento del 6,5% en 2001. El crecimiento en 2006 fue superior al 9%, esto se logró en parte por un auge en el mercado inmobiliario. A largo plazo, Marruecos tendrá que diversificar su economía respecto a la agricultura para desarrollar una base económica más estable para el crecimiento.
El gobierno introdujo una serie de reformas estructurales en los últimos años. Las reformas más prometedores han sido en la liberalización del sector de las telecomunicaciones[cita requerida]. En 2001, el proceso continuó con la privatización del 35% del operador estatal Maroc Telecom, también anunció planes para vender dos licencias fijas en 2002. Marruecos también ha liberalizado las normas de exploración de petróleo y gas y ha otorgado concesiones para muchos servicios públicos en las principales ciudades.  Muchos creen, sin embargo, que el proceso de reforma económica debe ser acelerado a fin de reducir el desempleo urbano por debajo de los valores corrientes por encima del 20%.

### 2001 a 2025

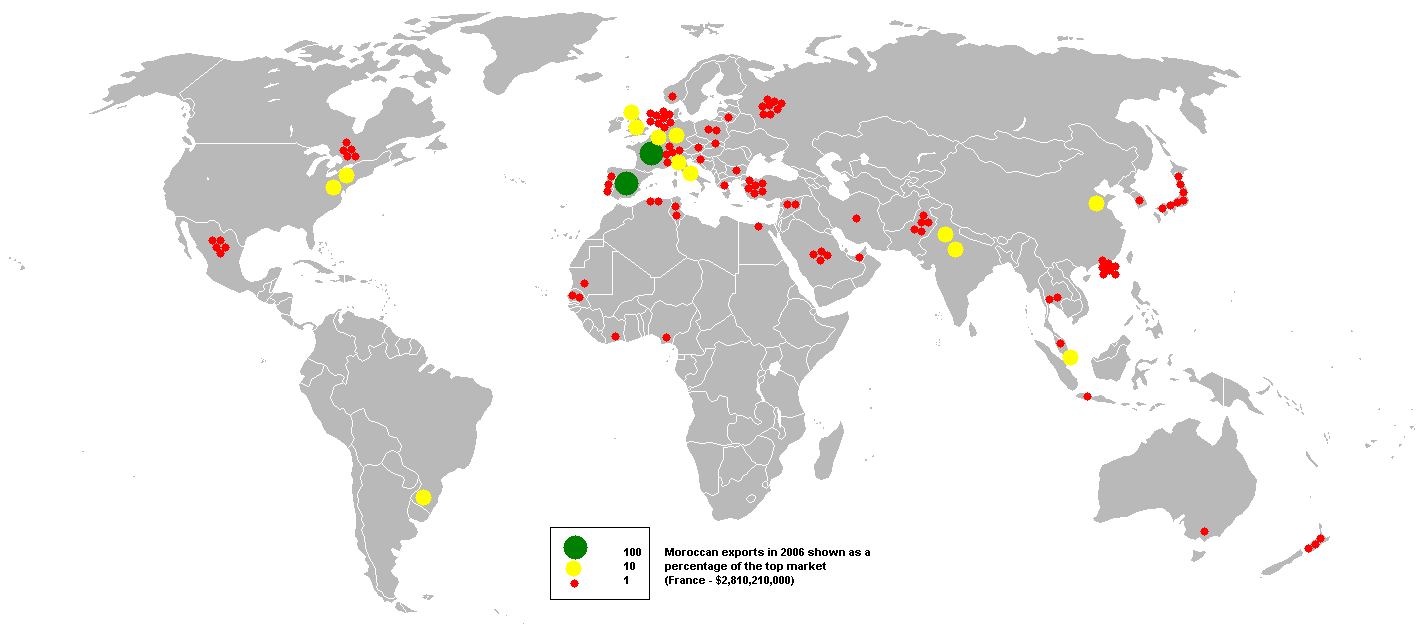
Destino de la exportaciones de Marruecos en el año 2006.

#### 2008
En un comunicado, publicado en julio de 2008, el FMI llama a Marruecos: "un pilar del desarrollo en la región " y felicitó al Rey Mohammed VI y el Banco Central de fuerte crecimiento económico Marruecos sigue el progreso y la gestión eficaz de la política monetaria.
La economía de Marruecos se espera que crezca un 6,5% en 2008, según el ministro de Finanzas marroquí, todo un logro teniendo en cuenta las circunstancias. El PIB en el 2007 registró un crecimiento solo del 2,2% debido a una mala cosecha causada por períodos prolongados de sequía, Marruecos experimentó un crecimiento del PIB no agrícola del 6,6 por ciento en 2007. La inflación se espera que alcance el 2,9% de la energía de 2008 debido al aumento de los costes. [15] En una situación cada vez más difícil de la economía mundial, el FMI espera que la expansión continue del sector no agrícola de la economía marroquí.
La crisis financiera mundial afectó a la economía marroquí solo de manera limitada. Debido a la crisis financiera mundial, y cuyo máximo impacto en la economía nacional podría disminuir la tasa de crecimiento del PIB en al menos un punto en 2009, según el Banco Al-Maghrib.
En un informe publicado en julio de 2008, el FMI señaló que el sector financiero de Marruecos es sólido y resistente a los choques, y que los notables esfuerzos de consolidación fiscal de los últimos años han permitido a la economía marroquí absorber el impacto de las difíciles condiciones económicas internacionales y el aumento de los precios mundiales para los productos básicos como la energía y los recursos naturales. Los economistas internacionales reconocen que el desempeño económico de Marruecos es ejemplar, beneficioso no solo para los marroquíes, sino también para los casi 90 millones de personas que viven el Magreb.
Marruecos espera cerrar el año 2008 con un superávit presupuestario que oscila entre 3-MAD y MAD3.5bln millones ($ a $ 348mln 407mln), a pesar de un contexto internacional difícil, marcado por una severa crisis económica. A finales de noviembre de 2008, el presupuesto del Estado registró un superávit de MAD 3.2bln ($ 372 millones), mientras que a finales de noviembre de 2009, el superávit presupuestario se proyecta en MAD 6.9bln ($ 803 millones).
La diversificación de la economía incluye un enfoque multidisciplinario para el desarrollo del sector no agrícola, incluido la creación de zonas especiales sectoriales en la industria, el turismo y los servicios de outsourcing. Además, las reformas al sistema de educación superior y derecho de los negocios también se planifica en el nuevo programa-contrato firmado en 2009 entre el gobierno, el sector bancario y algunas compañías de desarrollo de la zona. El programa también incluye un mejor mantenimiento del desarrollo de las PYMES y la perspección de llegar a ser un país industrial emergente de la talla de los Tigres Asiáticos en 2015.

#### 2009
La economía se ha mantenido aislada de los peores efectos de la crisis mundial, debido en parte al sector agrícola. La economía se expandió el 5,6% en 2008, con 5,7% de crecimiento previsto para 2009. El Rey Mohammed VI ha lanzado recientemente dos estrategias económicas nacionales: Plan Maroc Vert y Plan Emergence. El primero está destinado a industrializar el sector agrícola, y agregar alrededor de € 7.65bn al PIB a través € 10.8bn de inversión hasta el año 2020, mientras que el segundo será para crear más de 1.100 parques logísticos e industriales y reforzar la formación para aumentar la eficiencia. Además, la industria de fosfatos, que representaron más de un tercio de las exportaciones de 2008, se está reestructurando para mayor valor.
Para el primer trimestre de 2009 se espera un crecimiento del 6,6% frente al 4,8% en el último cuarto, gracias a las perspectivas de una campaña agrícola por encima de la media de los últimos cinco años. [19] [20]
A finales de diciembre de 2008, las precipitaciones superiores a la madia de un año ordinario 106% más.De este superávit se han beneficiado todas las regiones agrícolas y el aumento del agua almacenada en los embalses destinados a la agricultura llegó al 40,7%. [ 19 ] [ 20 ] En estas condiciones y teniendo en cuenta una campaña de cereales superiores 70 millones de quintales, el valor añadido agrícola podría aumentar en un 22,2% en el primer trimestre de 2009, contribuyendo así al 2,9% el crecimiento económico nacional.
Debido a una disminución de la actividad entre los principales socios comerciales de Marruecos, la demanda externa de bienes destinados moderadamente hacia Marruecos se desaceleraría en el 2009 con respecto al aumento del 9% en 2008. Esta tendencia podría contn del comercio internacional.

## Evolución económica
Marruecos posee una economía bastante estable con un crecimiento continuo durante el último medio siglo. El PIB per cápita creció un 47% en los años sesenta y un 274% en los setenta. Sin embargo, esto demostró ser insostenible y el crecimiento se redujo drásticamente a solo un 8,2% en los años ochenta y 8,9% en los años noventa.
El crecimiento real del PIB se espera un promedio de 5,5% en el período 2009-13, vista las perspectivas en el turismo y la industria no agrícola, como el crecimiento de la demanda en la zona del euro - principales mercados de exportación de Marruecos y el origen de los turistas se prevé que sea más moderado. El crecimiento será muy inferior al 10,8% niveles que son ampliamente consideradas como necesarias para tener un gran impacto en la pobreza y el desempleo. El crecimiento económico también se ve obstaculizada por los intermitentes periodos de sequía en el secano sector agrícola, el mayor empleador del país.
| Moroccan GDP growth (IMF)               | 2004    | 2005    | 2006    | 2007    | 2008    | 2009        | 2010        | 2004-2010              |
| --------------------------------------- | ------- | ------- | ------- | ------- | ------- | ----------- | ----------- | ---------------------- |
| PIB Marruecos(PPP)                      | 101.904 | 108.171 | 120.365 | 126.943 | 138.177 | 148.109     | 159.007     | NA                     |
| PIB Marruecos(Nominal)                  | 56.948  | 59.524  | 65.640  | 75.116  | 90.470  | 97.68       | 106.59      | NA                     |
| PIB Marruecos (PPA) per cápita          | 3,409   | 3,585   | 3,945   | 4,093   | 4,432   | 4,725       | 5,025       | NA                     |
| Crecimiendo del PIB                     | 4.8     | 3.0     | 7.8     | 2.7     | 6.5     | 5.6 (est.)  | 4.4 (est.)  | Crecimiento medio 5,2% |
| Deuda Pública (Porcentaje sobre el PIB) | 59.4    | 63.1    | 58.1    | 53.6    | 51.9    | 51.8 (est.) | 50.1 (est.) | NA                     |

## Comercio exterior

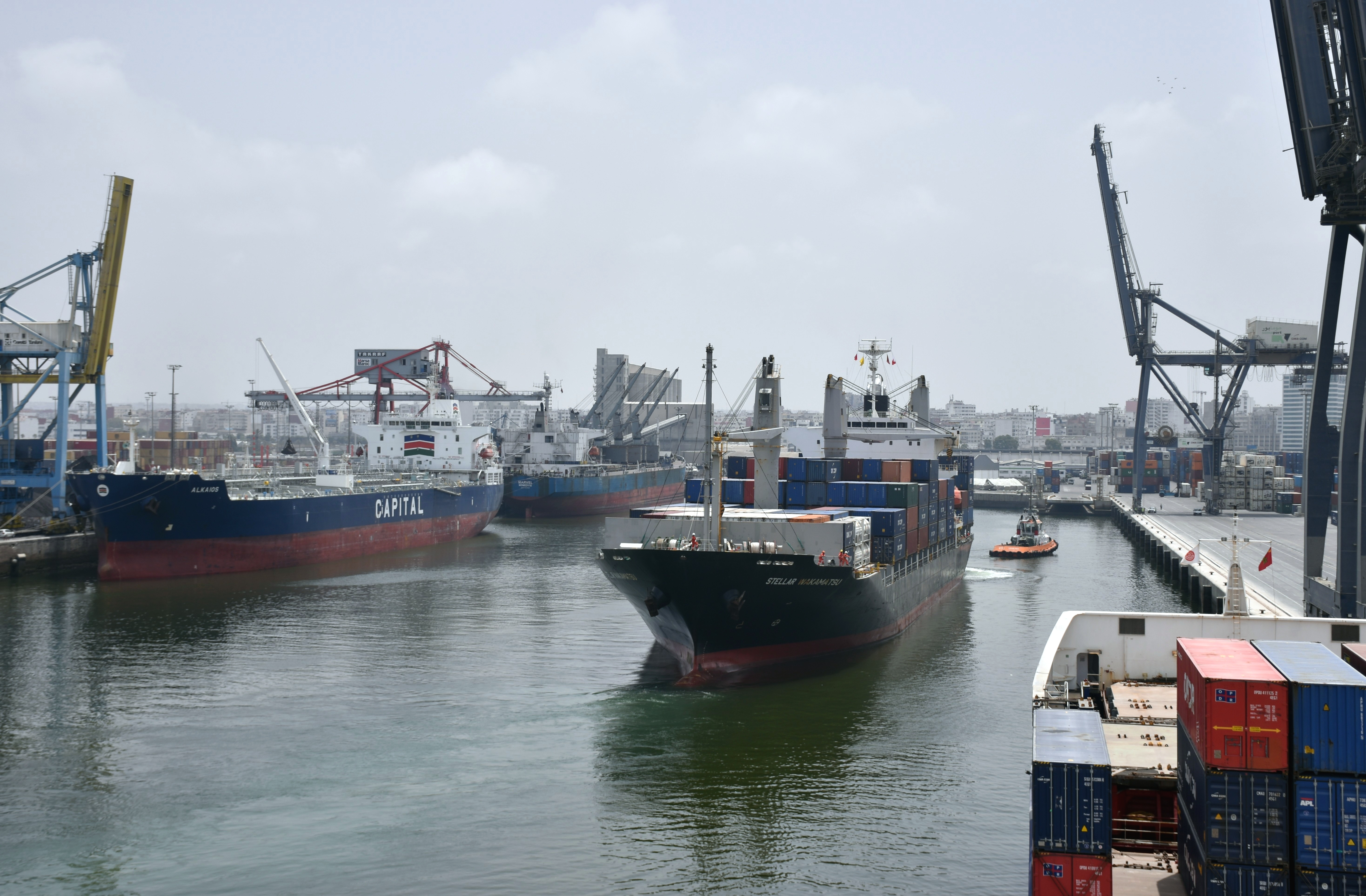
Puerto de Casablanca, el más importante de Marruecos.

En 2020, el país fue el 64o exportador más grande del mundo (US $ 29,3 mil millones en bienes, 0.2% del total mundial). En la suma de bienes y servicios exportados, alcanza los 44.000 millones de dólares, ocupando el puesto 58 en el mundo. En términos de importaciones, en 2019, fue el 47.º mayor importador del mundo: 51.000 millones de dólares.

## Sector primario

### Agricultura
Marruecos produjo en 2018:

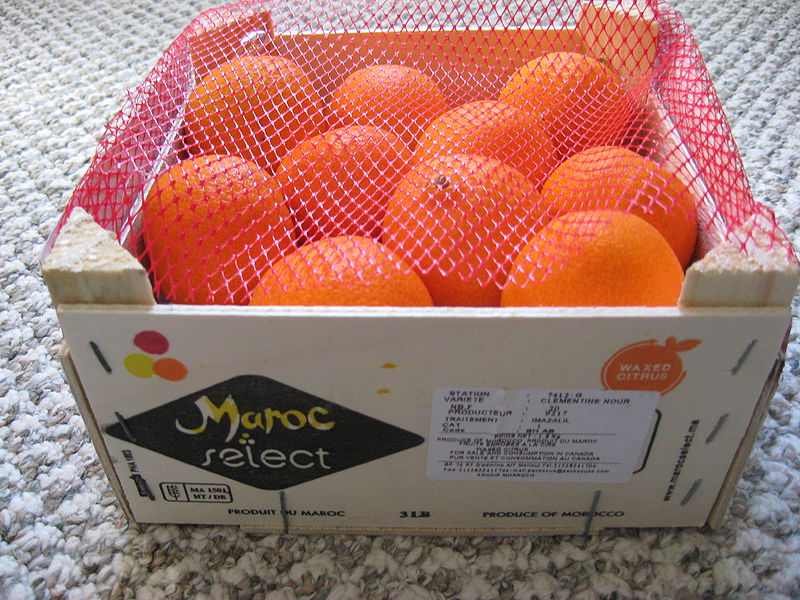
Mandarinas de Marruecos.

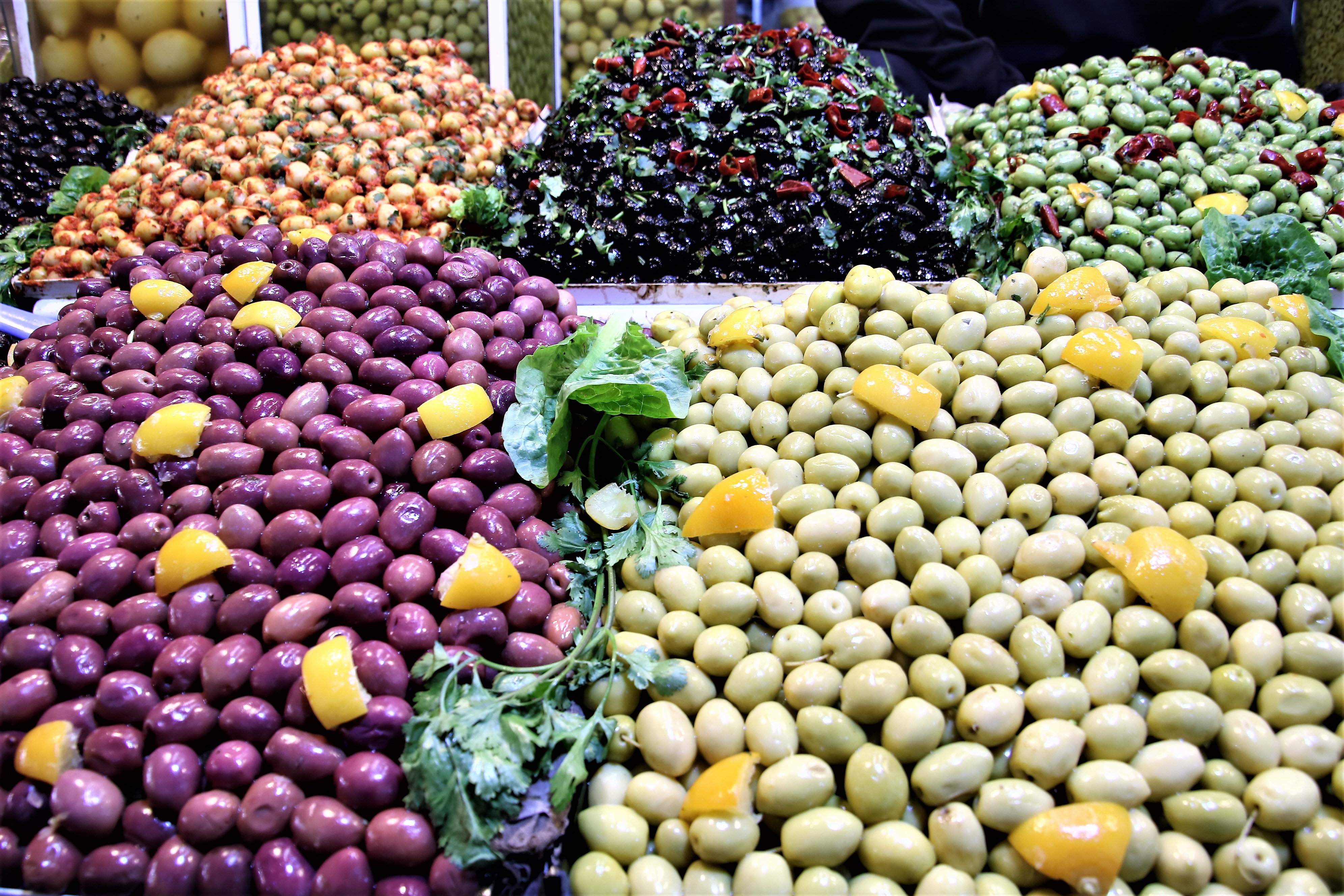
Aceitunas de Marruecos.

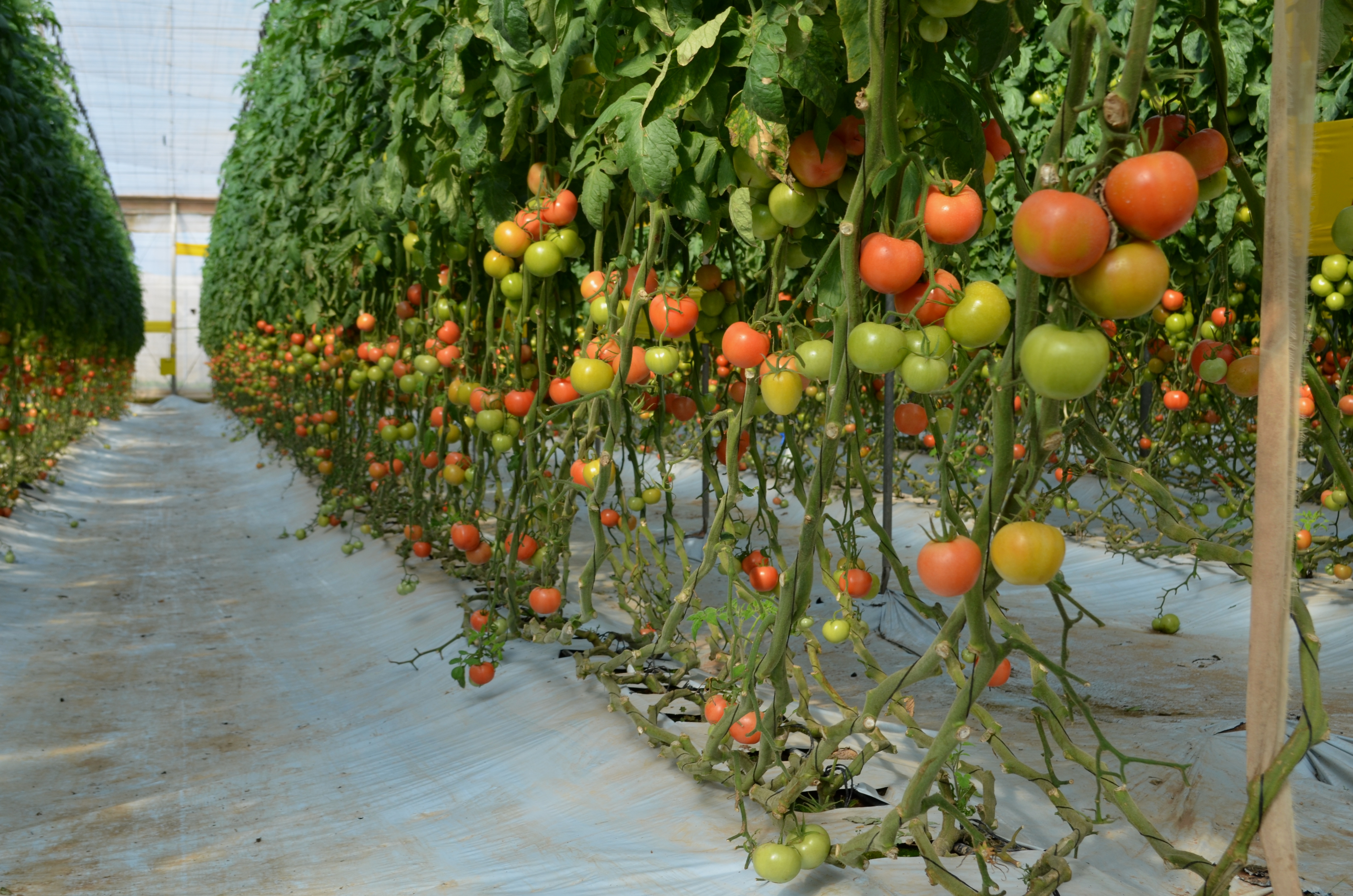
Tomate marroquí.

- 7,3 millones de toneladas de trigo (vigésimo mayor productor del mundo);
- 3,7 millones de toneladas de remolacha azucarera, que se utiliza para producir azúcar y etanol;
- 2,8 millones de toneladas de cebada (el 15.º productor mundial);
- 1.8 millones de toneladas de patata;
- 1,5 millones de toneladas de aceituna (tercer productor mundial, detrás de España e Italia);
- 1,4 millones de toneladas de tomate (el 15.º productor mundial);
- 1,2 millones de toneladas de mandarina (cuarto productor mundial, detrás de China, España y Turquía);
- 1 millón de toneladas de naranja (el 15.º productor mundial);
- 954 mil toneladas de cebolla;
- 742 mil toneladas de sandía;
- 696 mil toneladas de manzana;
- 616 mil toneladas de caña de azúcar;
- 500 mil toneladas de melón;
- 480 mil toneladas de zanahoria;
- 451 mil toneladas de uva;
- 319 mil toneladas de plátano;
- 256 mil toneladas de ají;
- 128 mil toneladas de higo (tercer productor mundial, solo detrás de Turquía y Egipto);

Además de producciones más pequeñas de otros productos agrícolas.
El sector agrícola sufre de profundos problemas estructurales, y es muy sensible a las fluctuaciones climáticas y las presiones de la liberalización del comercio. Este sector representa aproximadamente el 15% del PIB y ocupa a casi la mitad de la población. Lo que es más, el 70% de los pobres viven en las zonas rurales, con la consecuencia de un éxodo rural masivo hacia las ciudades o la de la UE (a menudo de forma ilegales). La reforma del sector no solo es esencial en sí misma sino que es inevitable porque el plazo para la liberalización del comercio agrícola con la UE. Para poder beneficiarse plenamente de la liberalización, Marruecos tendrá que mejorar la eficiencia y la gestión de sus recursos. También la cuestión de las subvenciones del agua para fomentar el cultivo de cereales en zonas desfavorables.
Sin embargo, el peligro de la sequía está siempre presente. Especialmente en riesgo están las tierras del cultivo de cereales, que están sujetos a una considerable variación en la precipitación anual. En promedio, la sequía se produce en Marruecos, cada tres años, creando una inestabilidad en la producción agrícola que es la principal limitante en la expansión en el sector.
Según la Organización Mundial de Aduanas, Marruecos suministros del 70% del mercado de hachís a Europa. Aunque las estadísticas varían mucho, la producción de hachís se estima en 2.000 toneladas métricas por año, con un máximo de 100.000 hectáreas dedicadas a la producción de cannabis, con un valor de mercado de 30.000 mil millones de dólares. A mediados del decenio de 1990, debido a unas lluvias récord tras años de sequía, los expertos europeos informaron de que la superficie de cultivo de cannabis aumentó en casi un 10 por ciento (el promedio de hectáreas de cannabis produce desde dos hasta ocho toneladas métricas de vegetales crudos). Las lluvias de finales de 1995 y 1996 fueron una bendición para Marruecos, poniendo fin a una sequía de varios años. Esas mismas lluvias también fueron de gran ayuda para el comercio de drogas. En Tánger, esto significó más empleos en el comercio de la droga para los que no pudueden encontrar otro trabajo. En la década de los 90´s. La superficie cultivada de Kiffi aumentó drásticamente y no solo en las regiones tradicionales, Chefchaoun y Alhucemas sino también a las regiones de Larache, Tánger y Beni Mellal.
Debido a las presiones de la U.E y organizaciones internacionales como la ONU o la Interpol, las fuerzas del Estado comenzaron una campaña para erradicar el cultivo en las últimas provincias, Chefchaoun y Alhucemas gozan de un estuto especial.

### Ganadería

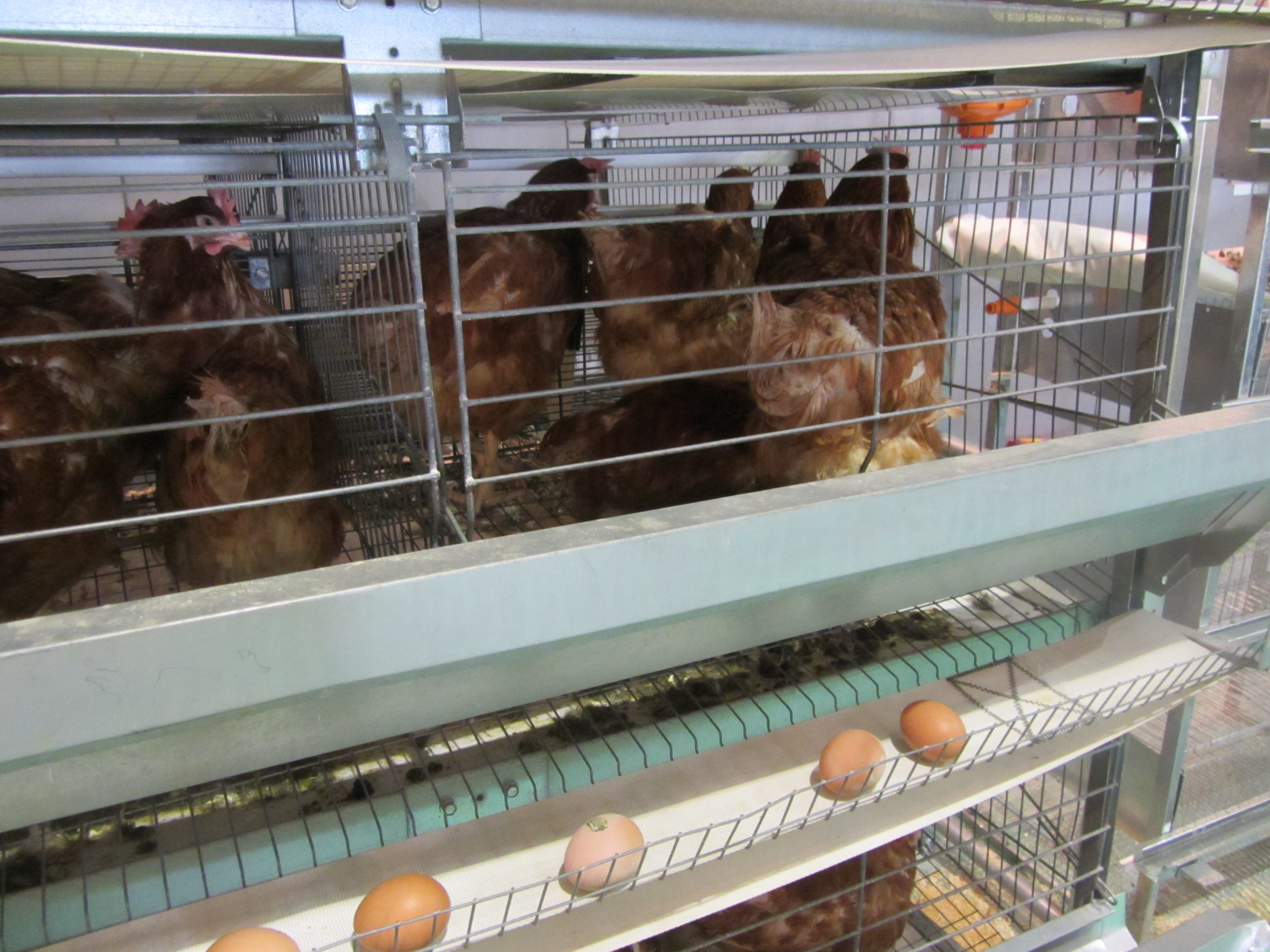
Avicultura en Marruecos.

En 2019, Marruecos produjo 2.5 mil millones de litros de leche de vaca, 782 mil toneladas de carne de pollo, 283 mil toneladas de carne de vacuno, 178 mil toneladas de carne de cordero, entre otros.

### Pesca

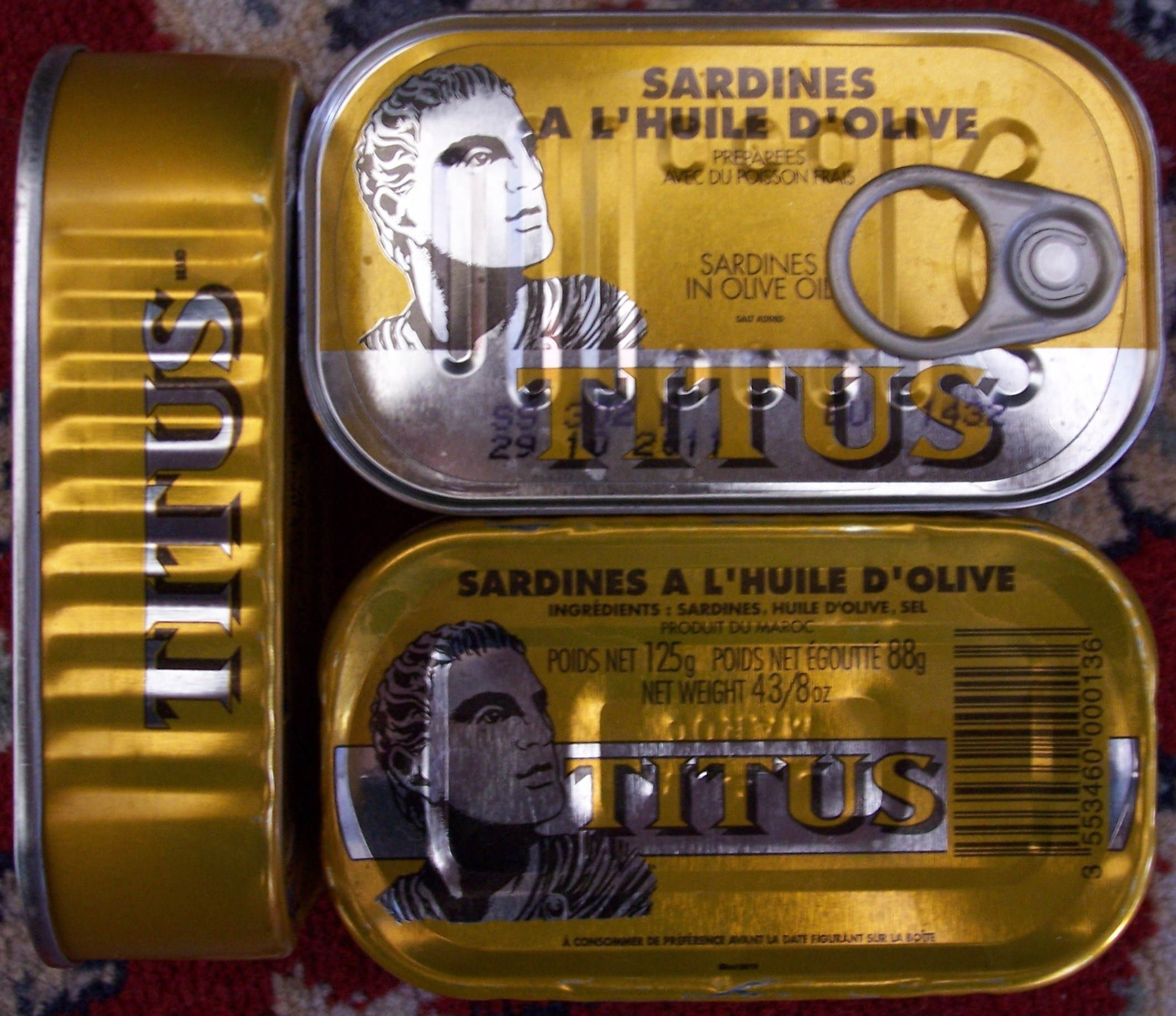
Las sardinas "Titus" se pescan y se conservan en Marruecos.

El sector pesquero en Marruecos es una fuente de divisas principales, que suponen el 16% de las exportaciones totales. Durante mucho tiempo la industria ha sido un pilar económico para el país. El país es considerado el mayor mercado de pescado en África, con un total de captura estimada de 1.084.638 toneladas en 2001. Agadir, Essaouira, El Jadida, Larache, tetuán  y Alhucemas  se encuentran entre los puertos pesqueros más importantes.
Agadir cuenta con una empresa Astilleros de Agadir Founty (CNAF) se creó en 2002. Es este astillero produce sobre todo barcos de pesca y de recreo.

## Sector secundario
El sector industrial continuará con el fuerte crecimiento que ha experimentado en los últimos años. La actividad industrial registró un incremento del 5,5% en 2007, un ligero aumento respecto a 2006, cuando el sector creció un 4,7%. El valor añadido en el sector aumentó un 5,6% en 2007. En general, el aporte de la actividad industrial fluctúa en el PIB entre un 25% y 35% cada año, dependiendo del rendimiento del sector de la agricultura. El sector industrial representó alrededor del 21,1% del empleo en 2007 y es un componente clave de los esfuerzos del gobierno para frenar el desempleo. El sector también atrae altos niveles de inversión extranjera directa y las autoridades han anunciado iniciativas para mejorar el clima de inversión, con especial atención a las actividades de la deslocalización, la automoción, la aeronáutica, la electrónica, las actividades de procesamiento de alimentos, productos del mar y los textiles. Otros sectores industriales importantes son la minería, productos químicos, materiales de construcción y productos farmacéuticos. El futuro del segmento industrial de Marruecos se ve brillante, sobre todo en las nuevas iniciativas que sea más competitiva a nivel mundial en una variedad de sectores.

### Industria

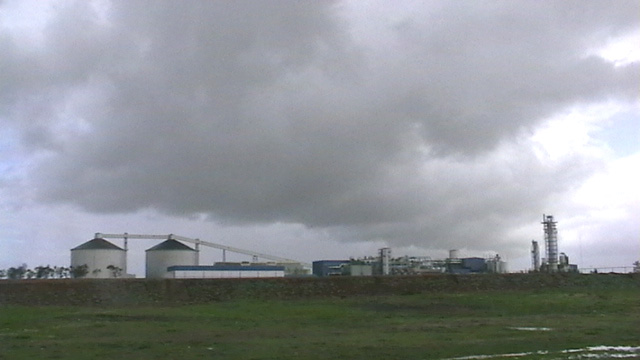
Fábrica de azúcar Sidi Bennour.

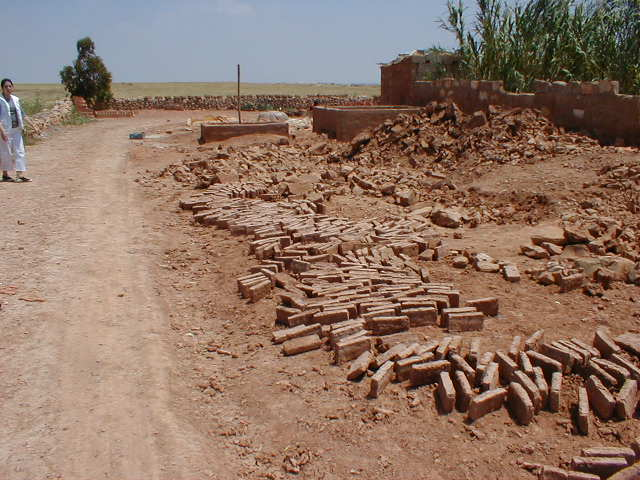
Fabricación de ladrillo tradicional en la región de Safí, Marruecos.

El Banco Mundial enumera los principales países productores cada año, según el valor total de la producción. Según la lista de 2019, Marruecos tenía la 58a industria más valiosa del mundo (US $ 17,8 mil millones).
En 2019, Marruecos fue el vigésimo sexto productor mundial de  vehículos en el mundo (394 mil) y no produjo acero. El país fue el quinto productor mundial de aceite de oliva en 2018. Fue el sexto productor mundial de lana en 2019.
Las manufacturas representan aproximadamente una 28% parte del PIB y es cada vez mayor su importancia en la economía. Los dos componentes importantes en particular de la industria de transformación de materias primas para la exportación y la fabricación de bienes de consumo para el mercado interno. Hasta la década de 1980, la participación del gobierno fue dominante y el foco principal se puso en la sustitución de importaciones. Desde entonces, el énfasis se ha desplazado a la privatización de las operaciones del estado y la atracción de nuevos inversores privados, incluidos las fuentes extranjeras. La transformación del fosfato en fertilizantes y ácido fosfórico para la exportación es una actividad económica importante. El procesamiento de alimentos para la exportación y para las necesidades domésticas, la industria textil en el país es otra fuente importante. El sector siderurgico y de la industria de fabricación de acero es pequeña, pero ofrece una parte significativa de las necesidades internas del país.
El sector manufacturero produce bienes de consumo ligeros, especialmente los productos alimenticios, bebidas, textiles, fósforos, y productos de metal y cuero. La industria pesada se limita principalmente a refino de petróleo con dos refinerías en [Sidi Kacem] y [Mohammedia], fertilizantes químicos, fundición, asfalto y cemento. Muchos de los productos agrícolas transformados y de los bienes de consumo son principalmente para el consumo local, pero Marruecos exporta conservas de pescado y frutas, vinos, artículos de cuero y textiles, así como artesanía tradicional marroquí tales como alfombras y latón, cobre, plata y madera, cabe destacar las ciudades conocidas por sus industrias artesanales son [Marrakech[, [Fez], Essaouira, Safi y muchas otras.
La propiedad en el sector manufacturero es en gran parte privada, pero el gobierno es propietario de la industria de fertilizantes de fosfato-químicos y gran parte de la capacidad de molienda de azúcar, ya sea a través de asociación o de financiación conjunta.

#### Sector automovilístico
La industria automotriz con varias plantas de ensamblaje de coches y vehículos pesados cabe destacar la de [Casablanca] perteneciente el grupo marroquí [SOMACA] en el que se producen los modelos Dacia Logan, Peugeot Partner, Citroën Berlingo y Renault Kangoo con una pruduccion anual de unos 60.000 vehículos. Una planta del grupo español [HISPANO] en Skhirat cerca de Rabat, además de otras plantas de producción de vehículos pesados.
Hay numerosas empresas de componentes situadas sobre todo en las regiones de Casablanca y Tánger, atraídas por los bajos salarios y los costos logísticos para su ensablaje final en Europa.
Está en construcción una planta de Renault que estará en pleno rendimiento en 2014 tras varios retrasos y la incertidumbre de la cancelación del proyecto, producirá más de 400.000 vehículos al año, la mayoría de la marca Dacia, el sector automotor marroquí produce componentes para su ensablaje final en Europa.
También el sector aeronáutico ha experimentado un gran auge en pleno crecimiento alcancanzando los 300 millones de euros en 2007 y empleando a más de 5.000 trabajadores, se espera triplicar estas cifras en 2015.

#### Industria farmacéutica
Es la segunda en términos de tamaño y volumen de negocios en el continente africano. Generó un volumen de negocios de 900 millones de euros por año. Marruecos cubre entre el 80% y 90% de sus necesidades en materia de medicamentos. Llaman la atención las cifras aunque la realidad es que muchos marroquíes no pueden permitirse la mayoría de los medicamentos por su precio prohibitivo.
El país exporta a muchos países incluyendo Europa y África. Las necesidades restantes se importan.

#### Sector tecnológico
Marruecos tiene una serie de puntos fuertes para desarrollar la industria de la electrónica: El sector de la electrónica nació en Marruecos en el curso del año 1950-1960 con la creación de "STMicroelectronics" en 1952, ex- Fabricaciones de la Sociedad de Radio marroquí. En la actualidad, se dedica al montaje de placas de circuitos electrónicos, circuitos integrados, centrales telefónicas y la fabricación de componentes electrónicos.
La fabricación de componentes electrónicos depende, más de 11 empresas y tiene ingresos anuales de más de 1.200 millones de euros, el 98% de la producción se exporta principalmente a la U.E y EE. UU.

### Minería

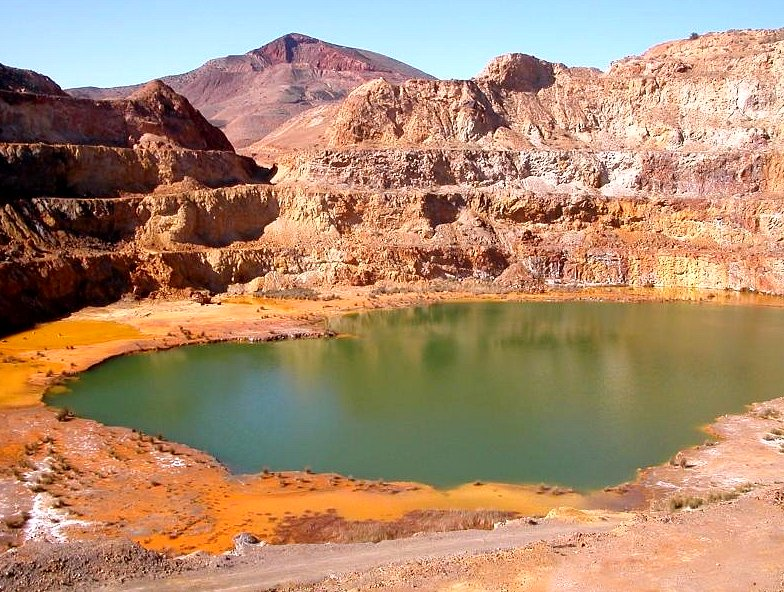
Minería en Marruecos.

En 2019, el país fue el segundo productor mundial de fosfato el décimo productor mundial de cloro
El sector minero es otro de los pilares de la economía de Marruecos. Representaba una facturación de 2,7 millones de dólares en 2005, incluyendo 2170 millones en exportaciones y 20% del consumo energético. También emplea a unas 39.000 personas y se estima que 571 millones en sueldos (2005). El Reino produce una serie de minerales y metales, lo más importante, fosfatos, Plata y plomo. Archivado el 7 de septiembre de 2019 en Wayback Machine.
Marruecos posee 75 por ciento de las reservas de fosfatos del mundo. Es el primer exportador del mundo (28% del mercado mundial) y el tercer productor (20% de la producción mundial). En 2005, la producción alcanzó 27.254 millones de toneladas de fosfatos y 5.895 millones de toneladas de derivados de fosfato. Archivado el 7 de septiembre de 2019 en Wayback Machine.

### Energía

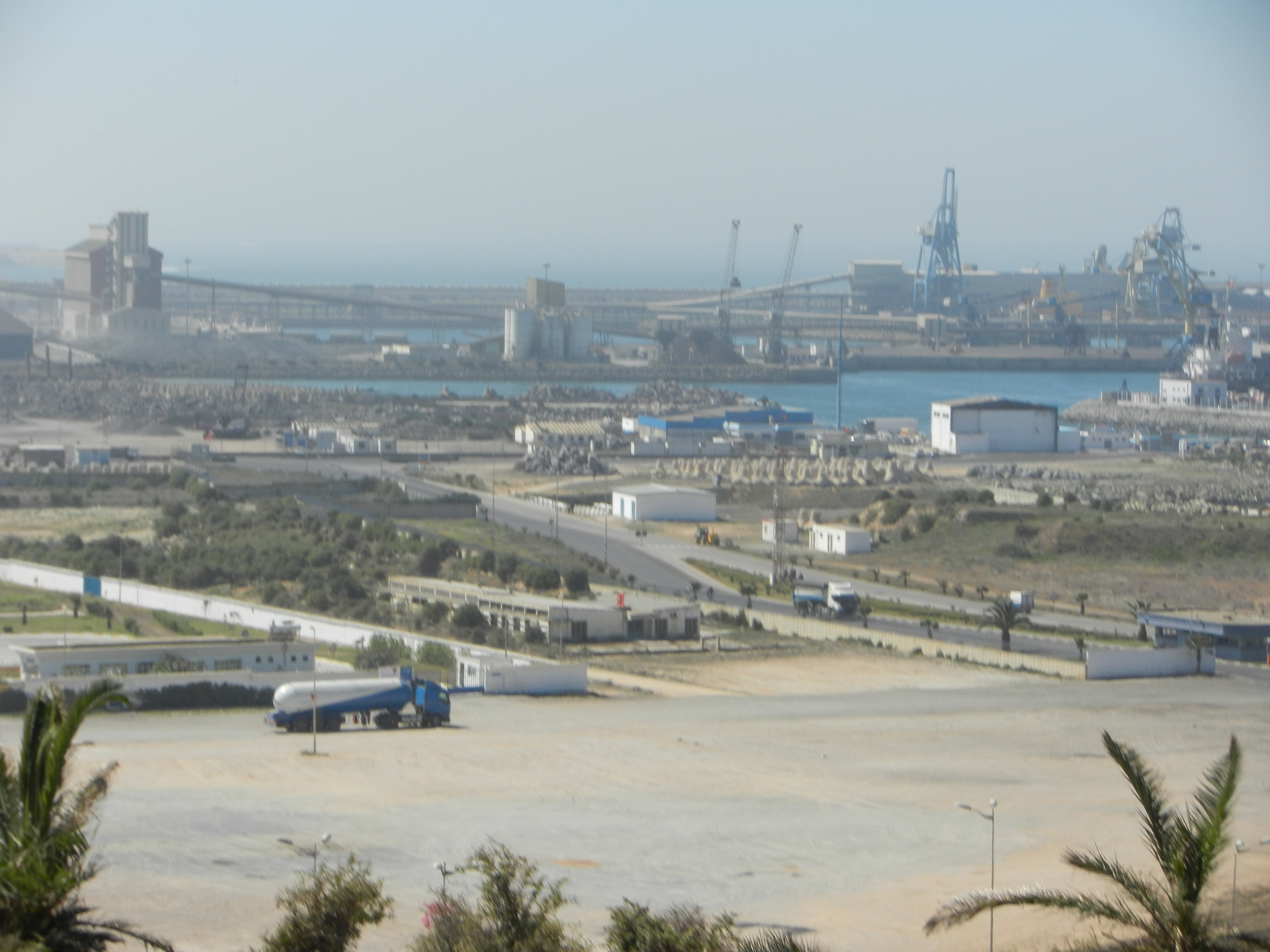
Central eléctrica de carbón Jorf Lasfar en 2012. Solo esta central eléctrica produjo el 38 % de la electricidad del país en 2019.

En energías no renovables, en 2020, el país fue el 93.er productor mundial de petróleo, con una producción casi nula. En 2011, el país consumió 204.000 barril/ día (el 56 ° consumidor más grande del mundo). El país fue el 38.º mayor importador de petróleo del mundo en 2012 (148,5 mil barriles / día). En 2015, Marruecos fue el 81.er productor mundial de gas natural, con una producción casi nula. En 2009 fue el 66.º mayor importador de gas del mundo (500 millones de m³ por año) El país no produce carbón.
En energías renovables, en 2020, Marruecos fue el 33º productor mundial de energía eólica del mundo, con 1,2 GW de potencia instalada, y el 44.º productor mundial de energía solar, con 0,7 GW de potencia instalada.
El sector energético en Marruecos está dominado por los combustibles fósiles. Estas energías, casi en su totalidad importadas, cubrieron el 88,7% del consumo de energía primaria del país en 2018; las energías renovables aportaron el 9,9% y las importaciones de electricidad el 1,4%. 
Con este mix energético, Marruecos se posiciona en un lugar desfavorable: por un lado, la dependencia energética de un país en general es peligrosa y, por el otro, la mayor parte de la energía consumida es de combustibles fósiles, por lo que Marruecos no está luchando contra el cambio climático. 
Para superar estos problemas, Marruecos se ha fijado un programa para reducir las emisiones de gases de efecto invernadero para 2030, que también le permitirá reducir sus importaciones de materias primas fósiles. El programa, lanzado por Su Majestad el Rey Mohamed VI, consiste en aumentar la participación de las energías renovables al 52% de la demanda en 2030. En 2016, esta participación alcanzó el 26%. De hecho, la localización geográfica de Marruecos le permite beneficiarse de múltiples fuentes naturales. El potencial solar de Marruecos es excepcional, con valores de irradiación anuales superiores a los 2200 kWh/m2 en las regiones del sur, en particular en el Sahara Occidental. Por otro lado, el país tiene un potencial eólico de más de 6000 MW anuales, lo que representa alrededor de 6 reactores nucleares. 
Finalmente, a nivel nuclear, Marruecos cuenta con las mayores reservas del mundo en fosfatos, lo que le permite avanzar hacia la opción nuclear a largo plazo.

## Sector terciario
Desde mediados de la década de 1980 el turismo y los servicios asociados han sido unos sectores cada vez más significativos de la economía marroquí y por la década de 1990 se habían convertido en la principal fuente de divisas para el país. Durante ese tiempo el gobierno marroquí ha destinado recursos significativos - en forma de préstamos y exenciones fiscales - para el desarrollo de la industria turística y los servicios asociados. El gobierno también realizó inversiones directas de capital en el desarrollo del sector servicios, pero desde principios de 1990 ha comenzado a desprenderse de estas propiedades. Casi ocho millones de visitantes anuales entran en Marruecos, la mayoría de ellos provenientes de Europa. Los turistas también llegan de Argelia, Estados Unidos y el este de Asia, principalmente Japón.

### Turismo

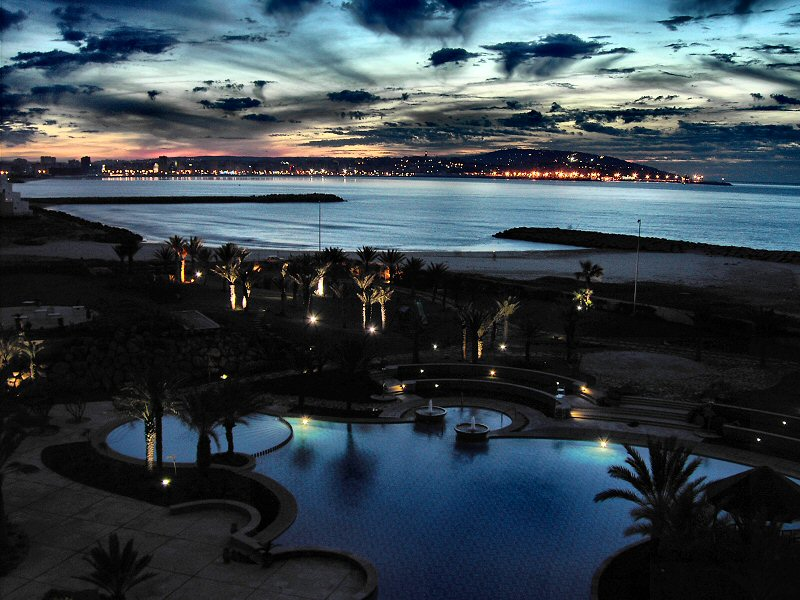
Vista de la Bahía de Tánger Punta Malabata.

En 2018, Marruecos fue el 32o país más visitado del mundo, con 12,2 millones de turistas internacionales. Los ingresos por turismo este año fueron de $ 7.7 mil millones.
Marruecos es un destino turístico importante. El turismo es, pues, un factor importante tanto para la producción económica y la balanza por cuenta corriente, así como un proveedor de trabajo principal. En 2008, 8.000.000 de turistas han visitado el reino. Los ingresos por turismo en 2007 ascendieron a 7,55 mil millones de dólares. Marruecos ha desarrollado una ambiciosa estrategia, denominada "Visión 2010", destinada a atraer a 10 millones de turistas en 2010. Esta estrategia prevé la creación de 160.000 camas, con lo que la capacidad nacional de 230.000 camas. También para crear unos 600.000 nuevos puestos de trabajo.
Marrakech sigue siendo el líder del mercado, pero el caso de Fez, mostró un incremento del 20% de visitantes en 2004, da la esperanza de que una mejor organización puede lograr resultados en la diversificación del sector en su conjunto. Al igual que otras regiones, Fez tiene su Centro Regional del Turismo (CRT), un organismo de turismo local que coordina la industria local y las autoridades. El plan de Fez implica una reestructuración sustancial de la vieja ciudad y una mejora de la capacidad hotelera. El transporte de manera crucial, sin embargo, es mejor que ha traído a la ciudad en un contacto más directo con los visitantes potenciales.
Gracias a la firma con la UE del acuerdo de cielos abiertos (OpenSky) se ha registrado un aumento del 70% de llegadas respecto al año 2000, además de la creación de varias aerolíneas low-cost como Jet4you, Air Arabia Maroc, AtlasBlue etc. Con la apertura de rutas de varias compañías entre las principales capitales europeas y ciudades marroquíes y la alta competencia, los precios por vuelo han llegado a descender más de un 500%.
El " Plan Azur ", es un proyecto a gran escala iniciada por el rey Mohamed VI de Marruecos, se entiende la internacionalización de Marruecos. Cinco en la costa atlántica y otra en el Mediterráneo. El plan también incluye otros proyecretera.
Así, el país logró un aumento de un 11% en el turismo en los cinco primeros meses de 2008, en comparación con el mismo período del año pasado, dijo, y agregó que los visitantes franceses encabezó la lista con 927.000 seguido por los españoles (587.000) y británicos (141.000).[ 31 ] Marruecos, que está cerca de Europa, tiene una mezcla de la cultura y lo exótico que lo hace popular entre los europeos la compra de casas de vacaciones.
Aunque suena prometedor todas estas inversiones no beneficia a los marroquíes es más crea más división social, ya que no permite salir de la pobreza a la población, solo les hace esclavos el sistema consumista, muestra de ello es que la pobreza ha aumentado un 1,2 desde el 2000.
La especulación junto con la expropiación de tierras son la otra cara de Plan Vision 2010.

### Tecnologías de la información
La tecnología de la información y las comunicaciones han sido testigos de una expansión significativa también. Marruecos es el primer país de África del Norte en instalar una red 3G. El número de suscriptores de Internet en el país aumentó un 73% en 2006 respecto al mismo periodo del año anterior. Además, un nuevo sitio en alta mar en Casablanca, con tecnologías de última generación y otros incentivos, ha acaparado la atención de muchas multinacionales globales. La creación de centros financieros extraterritoriales de servicios en la nación se ha convertido en un polo de atracción. Tal es la tasa de crecimiento, que la deslocalización y las actividades de TI se estima que contribuirá con 500 millones de dólares al PIB del país y emplearán a 30.000 personas en 2015. El sector de las comunicaciones ya representa la mitad de todas las inversiones extranjeras directas de las que se benefició Marruecos en los últimos cinco años.
El sector de las TI genera un volumen de negocios de Dh7bn (910 millones USD) en 2007, lo que representó un incremento del 11% respecto a 2006. El número de abonados a Internet de Marruecos en 2007 ascendieron a 526.080, lo que representa un aumento del 31,6% en comparación con el año anterior y un aumento del 100% respecto a 2005. La tasa de penetración nacional para la suscripción a Internet sigue siendo bajo, a pesar de que aumentó de 0,38% en 2004 al 1,72% en 2007. Sin embargo, más del 90% de los abonados de banda ancha tienen una conexión ADSL, que es uno de los porcentajes más altos en el mundo. El futuro de la TI marroquíes del sector fue expuesta en M@roc 2006-12. El plan apunta a aumentar el valor combinado de las telecomunicaciones y de TI del sector de Dh24bn ($ 3.1bn) en 2004 a Dh60bn ($ 7.8bn) en 2012. Si bien el sector de las telecomunicaciones sigue siendo la fuente grande, con Dh33bn ($ 4.3bn), la de la costa y la industria deberían generar Dh21bn ($ 2.7bn) cada uno para el año 2012. Además, el número de empleados debe aumentar de 40.000 a 125.000. El gobierno espera que la adición de más contenidos locales a Internet aumentará el uso. También ha habido esfuerzos para agregar más computadoras a las escuelas y universidades. El comercio electrónico es probable que despegue en los próximos años, especialmente el uso de tarjetas de crédito está ganando más terreno en Marruecos. A pesar de la computadora y el uso de Internet han dado un gran salto en los últimos cinco años, el mercado de TI se encuentra todavía en la pañales y ofrece un gran potencial para un mayor desarrollo.

## Desafíos recientes
Los déficits comercial y presupuestario de Marruecos crecieron durante el 2010, y la reducción del gasto del gobierno y la adaptación a un crecimiento económico reducido en Europa - donde están sus principales mercados - serán los desafíos del país en 2011. Para el largo plazo, uno de los principales desafíos es mejorar la educación y crear oportunidades de empleo para los jóvenes, además de reducir las desigualdades entre ricos y pobres y combatir la corrupción.
También la creciente desigualdad entre regiones y personas ponen a prueba al Rey, aunque en la última década se han invertido miles de millones de euros, no se han visto revertidos a la población, que sigue bajo la presión de salarios bajos, presión fiscal....
El reto de esta década será el de sacar de la pobreza a los más e 5 millones de marroquíes, sobre todo en las regiones rurales e igualar los niveles de vida de las diferentes regiones.

## Marruecos en el contexto internacional
En el siguiente cuadro resumen se muestra una instantánea de los indicadores macroeconómicos de Marruecos en el panorama internacional, a partir de datos del Banco Mundial y del Foro Económico Mundial:
| Indicador                               | Valor                                                | Posición en el mundo                                           | Incremento                                                                               |
| --------------------------------------- | ---------------------------------------------------- | -------------------------------------------------------------- | ---------------------------------------------------------------------------------------- |
| Producto interior bruto (nominal)       | 90.859.127.000 $ Fuente: Banco Mundial (2009)        | Países más ricos del mundo por PIB Puesto 49.º                 | 37.058.723.840 $ en 2000 (incr: 145,2%) Fuente: Ficha de Marruecos en Banco Mundial      |
| Superficie                              | 446.550 km² Fuente: Banco Mundial (2008)             | Países más extensos del mundo Puesto 57.º                      | -                                                                                        |
| Población                               | 31.992.592 personas Fuente: Banco Mundial (2009)     | Países más poblados del mundo Puesto 35º                       | 28.465.720 personas en 2000 (incr: 12,4%) Fuente: Ficha de Marruecos en Banco Mundial    |
| Emisiones de CO2                        | 1,5 toneladas Fuente: Banco Mundial (2007)           | Países con mayores emisiones de CO2 Puesto 109.º               | 1203 toneladas en 2000 (incr: 24,7%) Fuente: Ficha de Marruecos en Banco Mundial         |
| Renta per cápita                        | 2.795 $ Fuente: Banco Mundial (2009)                 | Países con mayor Renta Per Cápita Puesto 89.º                  | 1.340 $ en 2000 (incr: 108,6%) Fuente: Ficha de Marruecos en Banco Mundial               |
| Tasa de natalidad                       | 2 personas Fuente: Banco Mundial (2008)              | Países con mayor natalidad (niños por mujer) Puesto 114.º      | 2624 personas en 2000 (incr: -23,8%) Fuente: Ficha de Marruecos en Banco Mundial         |
| % usuarios Internet                     | 33 % Fuente: Banco Mundial (2008)                    | Países con mayor tasa de usuarios de Internet Puesto 66.º      | 0,7 % en 2000 (incr: 4614,3%) Fuente: Ficha de Marruecos en Banco Mundial                |
| Promedio de días para crear una empresa | 12 días Fuente: Banco Mundial (2009)                 | Países más rápidos para montar una empresa Puesto 127.º        | 36 días en 2003 (incr: -66,7%) Fuente: Ficha de Marruecos en Banco Mundial               |
| Consumo de energía por habitante        | 460 kilogramos Fuente: Banco Mundial (2007)          | Países con mayor consumo de energía por habitante Puesto 109.º | 350,18 kilogramos en 2000 (incr: 31,4%) Fuente: Ficha de Marruecos en Banco Mundial      |
| Terreno dedicado a agricultura          | 67,1 % Fuente: Banco Mundial (2007)                  | Países con más terreno dedicado a la agricultura Puesto 26º    | 68,68 % en 2000 (incr: -2,3%) Fuente: Ficha de Marruecos en Banco Mundial                |
| Potencia eléctrica consumida            | 707 kilowatios-hora Fuente: Banco Mundial (2007)     | Países con más potencia eléctrica consumida Puesto 98.º        | 489,04 kilovatios-hora en 2000 (incr: 44,6%) Fuente: Ficha de Marruecos en Banco Mundial |
| Superficie forestal                     | 43.784 km² Fuente: Banco Mundial (2007)              | Países con mayor superficie forestal Puesto 65º                | 43.280 km² en 2000 (incr: 1,2%) Fuente: Ficha de Marruecos en Banco Mundial              |
| Carreteras pavimentadas                 | 62 % Fuente: Banco Mundial (2007)                    | Países con más carreteras pavimentadas Puesto 24º              | 56,42 % en 2000 (incr: 9,9%) Fuente: Ficha de Marruecos en Banco Mundial                 |
| Índice de Competitividad Global         | 4,079 unidades Fuente: Foro Económico Mundial (2011) | Países más competitivos Puesto 75.º                            | 4,01 unidades en 2007 (incr: 1,7%) Fuente: Ficha de Marruecos en Foro Económico Mundial  |